# Шевляков, Николай Степанович
Николай Степанович Шевляков (2 мая 1913, Козловка, Тамбовская губерния — 25 декабря 1941, дер. Ново-Кобелево , Калининская область) — командир стрелкового взвода 1174-го стрелкового полка 348-й стрелковой дивизии, 30-й армии, Калининского фронта, младший лейтенант. Герой Советского Союза (1942).

## Биография
Родился 2 мая 1913 года в селе Козловка (ныне — Терновского района Воронежской области) в крестьянской семье. Окончил 7 классов, областную партшколу. Работал председателем сельского Совета, председателем колхоза «Красное Знамя», заместителем директора Козловской МТС. Член ВЛКСМ с 1928 года.
В 1935-1937 годах — на срочной военной службе во внутренних войсках НКВД СССР. В Красной Армии с июня 1941 года, одним из первых 22 июня 1941 года, в день начала Великой Отечественной войны, он пришёл в Козловский районный комитет ВКП(б) и написал заявление с просьбой отправить его добровольцем на фронт. В действующей армии с июля 1941 года.
В одном из первых боёв был ранен, но вскоре вернулся в боевой строй. Взвод Николая Шевлякова считался лучшим не только в роте, но и в батальоне. Когда Шевляков был ранен второй раз, он не покинул поле боя: наскоро перевязав рану, вновь повёл бойцов в атаку, и не давая передышки отступающему противнику, по пятам преследовал его.
Командир стрелкового взвода 1174-го стрелкового полка кандидат в члены ВКП(б) младший лейтенант Николай Шевляков при атаке опорного пункта противника в районе села Новокобелево Старицкого района Калининской области 25 декабря 1941 года в критическую минуту боя своим телом закрыл амбразуру вражеского дзота. Согласно списку безвозвратных потерь полка похоронен в братской могиле у пересечения Зубовского и Дмитровского шоссе на территории Воронинского сельского поселения Клинского района Московской области .
Указом Президиума Верховного Совета СССР «О присвоении звания Героя Советского Союза начальствующему и рядовому составу Красной Армии» от 5 мая 1942 года за «образцовое выполнение боевых заданий командования на фронте борьбы с немецкими захватчиками и проявленные при этом отвагу и геройство» удостоен посмертно звания Героя Советского Союза. Награждён орденом Ленина.

## Память
- Памятник Герою установлен в селе Козловка.ж
- Улица в городе Люберцы Московской области.
- Улица в селе Козловка носит имя Героя Советского Союза Н. С. Шевлякова.
- В 1966 году посёлок Новый был переименован в Шевляково.
- В 1981 году почтой СССР выпущен конверт с портретом Героя Советского Союза Н. С. Шевлякова.